# Jordi Torrent
Jordi Torrent (San Hilario Sacalm, Gerona, 21 de abril de 1955) es un director de cine, guionista y productor español.
Autor de "East On the Compass", estrenada en el Festival Internacional de Cine de Sitges en 2005, y seleccionado en 2006 por la “Film Society of Lincoln Center” para un programa celebrando los primeros 100 años del cine catalán, Torrent tiene años de experiencia dentro del mundo audiovisual, y como docente.

## Biografía
En 1976 mientras estudia Filosofía entra a formar parte del colectivo Cuc Sonat y participa de sus múltiples actividades (pases de películas, viajes, conciertos). Con Cuc Sonat ayuda a organizar el primer concierto de Punk de España (diciembre de 1977, Aliança del Poble Nou, Barcelona). 
Después de licenciarse en Filosofía en la Universidad de Barcelona, Jordi Torrent realizó estudios de posgrado en París en la Universidad de la Sorbona (estéticas Cinematográficas) y en la École pratique des hautes études (Cine Antropológico) en donde contó con la influencia de maestros como el crítico y director de cine Éric Rohmer, o el cineasta y antropólogo francés relacionado con la Nouvelle Vague, Jean Rouch. 
Entre 1985 y 1990 fue curador de programas audiovisuales de la galería Exit Art de Nueva York. A mediados de los 80 y los 90, Exit Art era un centro cultural emblemático de la “Indie Art Scene” de Nueva York. 
De 1990 a 2007 trabajó como consultor de educación en medios para el Departamento de Educación de la ciudad de Nueva York, donde creó programas de educación en la alfabetización de medios, desarrollando y realizando talleres de educación en medios para alumnos, educadores y padres. 
Muchos de los films fueron seleccionados en numerosos festivales nacionales e internacionales como; el “Festival Internacional de Cine Infantil de Chicago”, el festival “National Inner City Youth Video and Film”, el Festival “Reel Teens”, el “Festival Internacional de Televisión de Barcelona” y el “Shortie Washington Festival”, entre otros.
De 2004 a 2008 fue codirector de “Overseas Conversations Archivado el 6 de marzo de 2021 en Wayback Machine.”, una serie de conferencias internacionales que debatían y ponían la atención sobre la juventud, los medios de comunicación y la educación. 
Destaca también su labor como columnista. Sus artículos han sido publicados en medios como El País, Libération, El Mundo, Video Actualidad, Casablanca y EuropeNow.
También ha coeditado publicaciones como “Opportunities for Media and Information Literacy in the Middle East and North Africa" ISBN 978-91-87957-33-8, "Youth Media Voices ", y “Mapping Media Education Policies in the World”. 
Entre 2007 y 2019 gestionó, en las Naciones Unidas Alianza de Civilizaciones (UNAOC), las iniciativas de educación en alfabetización mediática e informativa. Allí creó PLURAL +, un festival de cortos para jóvenes sobre migración y prevención de la xenofobia, y PEACEAapp, una iniciativa para la alfabetización digital a través del diseño de videojuegos, como oportunidad para el desarrollo intercultural y el empoderamiento de los jóvenes participantes. También en la UNAOC, ha desarrollado una gama de iniciativas de Medios e Información, tales como talleres, publicaciones y, en colaboración con UNESCO, la creación de una red de cooperación universitaria en torno a la educomunicación.

### Trayectoria como cineasta
Compra su primera cámara de cine en 1973 y empieza a rodar pedazos de su entorno, poco después descubre que lo que está haciendo es un "Journal Diary" a lo Jonas Mekas. Entra en contacto con Eugeni Bonet, Juan Bufill y Manuel Huerga con los que colabora en algunas de sus proyecciones de cine experimental.
En 1982-83 sigue unos talleres de video art en el American Center de Paris.
En 1989, en Nueva York, fundó Duende Pictures, la productora a través de la cual él y sus socios han brindado servicios de soporte de producción a películas y proyectos cinematográficos. Entre ellos; “Mi vida sin mí” de la directora Isabel Coixet, “Cosas que olvidé recordar” del director Enrique Oliver, y “El dominio de los sentidos” codirigida por cinco directoras entre las que se encuentra María Ripoll (“Ahora o nunca”, “No culpes al karma de lo que te pasa por gilipollas”). Su productora también ha dado apoyo a la producción de programas de televisión para una variedad de compañías, entre ellas: Ficciones del Sur, La Zamfona, Imatco, Tacsa y OvideoTV. Entre 1989 y 2002, a través de Duende Pictures, también realizó comerciales de televisión y programas audiovisuales para clientes como: Iberia Airlines, Chase Bank, Pepsi-Cola, AXA, British Telecom, Telefónica, Campofrio, Tiger y Amena.
Como creador de medios Jordi ha participado en el desarrollo de programas de televisión, documentales y largometrajes. Sus proyectos incluyen la película “ The Golden Boat, dirigida por el director Raúl Ruiz, en la cual Torrent encabezó la producción junto al productor James Schamus. Destacando también obras como “Monuments in Love” en torno al proyecto Honyemoon del artista catalán Antoni Miralda; “Santo Domingo: Retrato e Historia”, un documental sobre la cultura Taina; “DownUnder” de Tim Young; el largometraje “The Keeper” de Joe Brewster y estrenada en el Festival de Sundance; “Miotte by Ruiz” de Raúl Ruiz; “Will Eisner: Two Interviews”, unas conversaciones con el autor de novelas gráficas; “Jonas Mekas: A Portrait”, o “Raul Ruiz: Miscellanea Explained”.
Como productor, entre otros proyectos Torrent creó "The golden boat" junto a Raúl Ruiz y James Schamus; productor de muchas de las películas de Ang Lee, productor ejecutivo y director. 

#### Dirección
Su trayectoria como director incluye el largometraje “East on the Compass”,la primera película que hizo como guionista y director, y que escribió para ser rodada en Barcelona. Se estrenó en el festival de cine de Sitges en 2005, y en 2006 fue seleccionado por la “Cinema Society of Lincoln Center” para el programa “Otro cine español: cine en Cataluña, 1906-2006”.
En 2013 filmó “La redempció dels peixos” en la ciudad de Venecia, un proyecto contenido y personal que escribió, dirigió y coprodujo con un grupo de amigos y un presupuesto limitado, y que fue incluido en la Sección Oficial del Festival Internacional de Cine de Milán. El largometraje se rodó en Venecia, en catalán e italiano, pero es una película de producción americana. 
Su última obra como director y guionista, ha sido el documental para televisión “Héroes invisibles. Afroamericanos en la guerra de España”, una pieza que visibiliza el rol de los afroamericanos en las brigadas internacionales durante la guerra civil española, en codirección junto al cineasta Alfonso Domingo. Este documental está inspirado en el libro de memorias llamado Mississippi to Madrid de James Yates.
Actualmente, Jordi se encuentra trabajando en la preproducción de su próximo proyecto, “Savoyard”. Un largometraje de ficción desarrollado en colaboración con la productora Toned Media.

## Vida personal
Vive en Nueva York desde hace más de 30 años. Su familia es originalmente de Sant Hilari de Sacalm, donde su abuelo abrió el primer cine del pueblo alrededor de 1920. Nunca pudo conocer este cine porque su familia lo perdió todo durante la guerra civil, y esta historia influye en su vida.
A mitades de la década de los 1970 empieza a realizar películas experimentales en Super8, entra en contacto con cineastas experimentales de la Barcelona; entre ellos, Eugeni Bonet, Juan Bufill, y Manuel Huerga. Su primera película “La Mujer Cambiante y el Matador de Monstruos” fue presentada en el Festival de Cine Experimental de Londres de 1979. También en aquella época colabora con Cuc Sonat, participando en la organización del primer festival Punk de España (diciembre de 1977).
Participa activamente en la creación y divulgación del “video art”,[cita requerida] formando parte del equipo que organizó el Primer Festival de Video dentro del Festival de Cine de San Sebastián (1982).
Está casado con la directora artística norteamericana Flavia Galuppo con la que a menudo colabora en sus proyectos cinematográficos.

## Estudios
Se licenció en Filosofía por la Universidad de Barcelona en 1980 y cuando termina sus estudios decide irse de España.
Viaja a París, donde estudia estéticas cinematográficas en la Universidad de la Sorbona y Cine Antropológico en la École Pratique des Hautes Etudes. Allí conoce a Jean Rouch, quien ha influenciado su manera de entender el cine y el documental. En su educación en París estudió también teoría del cine con Éric Rohmer. 

## Filmografía

### Títulos
| Año  | Película                                                                      | Rol                                          |
| ---- | ----------------------------------------------------------------------------- | -------------------------------------------- |
| 1983 | Moebius Business (TV), (Cortometraje)                                         | (P)                                          |
| 1984 | Jonas Mekas (Documental para TV)                                              | (DGP)                                        |
| 1986 | Will Eisner (Corto documental)                                                | (P)                                          |
| 1987 | Film Spectators Are Quiet Vampires (Cortometraje)                             | (P)                                          |
| 1988 | Allegoria (Documental)                                                        | (Productor Asociado) (P)                     |
| 1990 | Raul Ruiz (Documental para TV)                                                | (Coproductor)(DGP)                           |
| 1990 | The Golden Boat                                                               | (P)                                          |
| 1990 | The Dice (Serie de TV)                                                        | (Coproductor) (P)                            |
| 1992 | Monuments in Love (Documental para TV)                                        | (DGP)                                        |
| 1995 | The Keeper                                                                    | (P)                                          |
| 1996 | El Domini del Sentits                                                         | (Director de Producción) (P)                 |
| 1999 | Cosas que olvidé recordar                                                     | (Director de Producción) (P)                 |
| 2000 | Disney Has Taken ABD Away from You (Cortometraje)                             | (P)                                          |
| 2002 | Miotte vu par Raúl Ruiz (Documental)                                          | (Productor Asociado) (P)                     |
| 2002 | El Encantador de Serpientes (Cortometraje)                                    | (G)                                          |
| 2003 | La Mia Vita Senza Me                                                          | (Director de Producción) (P)                 |
| 2003 | The Homeless Dog (Largometraje para TV)                                       | (P)                                          |
| 2004 | Edipo (Documental)                                                            | (Productor Asociado) (P)                     |
| 2005 | L’est de la brúixola                                                          | (DG)                                         |
| 2009 | Asesinado por el Cielo                                                        | (Consultoría de Producción) (P)              |
| 2013 | La Redempció dels Peixos                                                      | (DGP)                                        |
| 2015 | Héroes Invisibles. Afroamericanos en la Guerra de España (Documental para TV) | (Codirector, Co-Producer, Coguionista) (DGP) |

- P: productor
- DG: director y guionista
- DGP: director, guionista y productor